# Ravelstein
Ravelstein ist der letzte Roman des Literaturnobelpreis-Trägers Saul Bellow. Die Originalausgabe erschien 2000 in den Vereinigten Staaten, eine deutsche Übersetzung im gleichen Jahr in Köln. 

## Handlung
Das als Schlüsselroman angelegte Werk erzählt von der Freundschaft zweier Universitätsprofessoren. Der Erzähler tritt dabei als einer dieser Professoren auf, der nach dem durch AIDS verursachten Tod des anderen seine Memoiren schreibt.
Dieser andere, der Protagonist und Titelgeber des Werks, ist Abe Ravelstein, eine Figur die eng an Saul Bellows Freund, den Philosophen Allan Bloom angelehnt ist, der zeitgleich und teilweise gemeinsam mit Bellow am Committee on Social Thought der University of Chicago lehrte. Die schillernde Figur Ravelsteins, ein akademischer Star mit politischem Einfluss, überbordender Bildung; homosexuell, kettenrauchend und klatschsüchtig, beherrscht den Roman, der den an AIDS erkrankten Protagonisten bis zu seinem Tode begleitet. Ravelstein tritt dabei als einer der letzten Renaissance-Persönlichkeiten auf, die an modernen Universitäten noch zu finden sind. 
Neben Allan Bloom porträtiert Saul Bellow in Ravelstein auch weitere prominente Akademiker, so etwa Blooms Lehrer Leo Strauss als "Felix Davarr", Werner Dannhauser als "Morris Herbst" oder Mircea Eliade als "Radu Grielescu".